# Конювка
Конювка (пол. Koniówka) — село в Польщі, у гміні Чорний Дунаєць Новотарзького повіту Малопольського воєводства.
Населення — 404 особи (2011).
У 1975-1998 роках село належало до Новосондецького воєводства.

## Демографія
Демографічна структура станом на 31 березня 2011 року:
|          | Загалом | Допрацездатний вік | Працездатний вік | Постпрацездатний вік |
| -------- | ------- | ------------------ | ---------------- | -------------------- |
| Чоловіки | 204     | 54                 | 133              | 17                   |
| Жінки    | 200     | 34                 | 129              | 37                   |
| Разом    | 404     | 88                 | 262              | 54                   |